# سوپر جام فوتبال سان مارینو
 سوپر جام فوتبال سن مارینو  (به ایتالیایی: Trofeo Federale) مسابقه‌ای است که سالانه مابین قهرمان لیگ قهرمانی فوتبال سن مارینو و قهرمان جام حذفی فوتبال سن مارینو برگزار می‌شود.
باشگاه فوتبال سوکیتا پولیسپورتیوا تره فیوری با ۴ قهرمانی پرافتخارترین تیم این سری مسابقات به حساب می‌آید.